# فرانسوا بگودو
فرانسوا بگودو (فرانسوی: François Bégaudeau‎؛ زادهٔ ۲۷ آوریل ۱۹۷۱) نویسنده، روزنامه‌نگار و هنرپیشه اهل فرانسه است. وی از سال ۲۰۰۳ میلادی تاکنون مشغول فعالیت بوده‌است.
از فیلم‌هایی که وی در آن نقش داشته‌است، می‌توان به کلاس اشاره کرد.